# Memorandum o Slovensku
Memorandum o Slovensku byl tajný dokument údajně vytvořený k 7. červenci 1946  Československou stranou národně socialistickou, ve kterém byly vypracovány plány na duchovní a mocenskou asimilaci slovenského národa a jeho etnicko-politickou likvidaci. Cíle mělo být dosaženo obejitím vedoucí vrstvy slovenského národa a změnou mentality lidu pomocí církve a čechoslovakisticky orientované inteligence. Mezi prostředky mocenské likvidace mělo patřit uplácení a jednostranná podpora vybraných slovenských politiků, cílená diskreditace Slovenska v zahraničí a budování co největší hospodářské závislosti na českých zemích, společně s omezováním průmyslu na výrobu polotovarů. Dokument dále předpokládal přesídlení větší části obyvatel.
Dokument poprvé publikoval historik Václav Král  ve sbírce dokumentů Cestou k únoru v roce 1963. V roce 1968 bylo memorandum publikováno v Historickém časopise i s částí o mocenské asimilaci Slováků, která v původně publikované verzi chybí. Průzkum archivu  ČSS roku 1991 ukázal, že v archivu existuje mezera mezi memorandy č. XXIV a XXIX, přičemž chybí i Králem publikované memorandum č. XXVI.[zdroj?]
Podle názoru Jana Rychlíka se dokument liší od zachovalých memorand také formou a stylem a má nesprávné datování. Na základě toho předpokládá, že dokument je podvrhem a byl zřejmě vyroben s cílem prokázat, že v případě vítězství „reakce“ v únoru 1948 hrozila Slovákům asimilace.